# Ginny & Georgia
Ginny & Georgia è una serie televisiva statunitense del 2021 ideata da Sarah Lampert.

## Trama
Ginny Miller è una quindicenne che vive con la madre trentenne Georgia e il fratello Austin in una città del Massachusetts, dove la madre ha deciso di trasferirsi per cambiare aria e dare loro una vita migliore. Il misterioso incidente accaduto in passato, che costò la vita al marito di Georgia e patrigno dei suoi figli, costituisce una minaccia che la donna cercherà di respingere con tutte le sue forze.

## Episodi
| Stagione         | Episodi | Pubblicazione USA | Pubblicazione Italia |
| ---------------- | ------- | ----------------- | -------------------- |
| Prima stagione   | 10      | 2021              | 2021                 |
| Seconda stagione | 10      | 2023              | 2023                 |
| Terza stagione   | 10      | 2025              | 2025                 |

## Personaggi e interpreti

### Personaggi principali
- Georgia Miller, interpretata da Brianne Howey (da adulta) e da Nikki Roumel (da adolescente), doppiata da Eleonora Reti.
La particolare madre single di 30 anni di Ginny e Austin con un passato burrascoso e complicato. Risolve tutti i suoi problemi nella sua personale maniera, tenendo poi nascoste le cose ai suoi figli. Proprio per questo quello con Ginny non è un normale rapporto tra madre e figlia. È dotata di una bellezza particolare ed è molto determinata perciò ha molti pretendenti. Agisce soltanto per i propri figli, azioni che la mettono sempre nei guai tanto che ha nel suo passato due omicidi e diverse truffe.
- Virginia “Ginny” Miller, interpretata da Antonia Gentry, doppiata da Vittoria Bartolomei.
La figlia sedicenne di Georgia e Zion Miller. Ha un rapporto di amore e odio con la madre con cui spesso litiga a causa dei segreti sul suo passato. È molto brava in letteratura inglese e lavora al “Blue Farm Cafe” di Joe. È autolesionista anche se nella seconda stagione dopo aver iniziato ad andare dalla terapista smetterà. È fidanzata con Marcus Baker.
- Austin Miller, interpretato da Diesel La Torraca, doppiato da Valeriano Corini.
Figlio di 9 anni di Georgia e fratellastro di Ginny. È un bambino particolare e considerato da tutti un po’strano, ma in verità è molto dolce. Ama alla follia sua madre e, soprattutto, sua sorella. È molto appassionato di Harry Potter e di magia, grazie a suo padre Gil a cui è molto affezionato fino a che un giorno gli spara al braccio dopo averlo visto picchiare sua madre.
- Ellen Baker, interpretata da Jennifer Robertson, doppiata da Alessandra Korompay.
La vicina di casa dei Miller e la madre sempre sull’orlo di una crisi di nervi di Marcus e Max. Diventa la migliore amica di Georgia.
- Marcus Baker, interpretato da Felix Mallard, doppiato da Alex Polidori.
Il figlio adolescente di Ellen, il fratello gemello di Max e l'interesse amoroso di Ginny. È un outsider che spesso infrange le regole e fa cose che non dovrebbe fare, ma nonostante ciò è un ragazzo molto dolce e premuroso, soprattutto con Ginny.
- Maxine "Max" Baker, interpretata da Sara Waisglass, doppiata da Lucrezia Marricchi.
La figlia adolescente di Ellen, sorella gemella di Marcus e nuova migliore amica di Ginny. È apertamente omosessuale ed è molto facile che si infatui di una nuova ragazza appena conosciuta.
- Paul Randolph, interpretato da Scott Porter, doppiato da Francesco Bulckaen.
Sindaco di Wellsbury in Massachusetts. Un uomo molto affascinante, infatti ogni donna di Wellsbury lo desidera. Si innamora di Georgia durante la serie, i due poi si fidanzeranno ufficialmente e andranno a convivere a casa di lei.
- Joe Singh, interpretato da Raymond Ablack, doppiato da Luca Mannocci.
Il proprietario di un ristorante locale chiamato “Blue Farm Cafe”. Ha una cotta per Georgia, la quale aveva già conosciuto quando lui era al liceo in gita scolastica, ma purtroppo lei non si ricorda di lui. All’esterno sembra un uomo freddo e poco socievole, ma in realtà ha un cuore tenero e farebbe di tutto per le persone a cui vuole bene.

### Personaggi ricorrenti
- Hunter Chen, interpretato da Mason Temple.
Un amico delle MANG, membro dei 3SB ed ex fidanzato di Ginny.
- Abigail "Abby" Littman, interpretata da Katie Douglas.
Un'amica di Max e Ginny e parte del gruppo MANG (Max-Abby-Norah-Ginny). Avrà dei problemi con i suoi genitori perché si stanno separando e si sentirà esclusa dal gruppo quando le amiche saranno troppo impegnate. È molto insicura del suo peso, tanto da attaccarsi dello scotch alle gambe per farle risultare più piccole o vomitare il cibo dopo averlo mangiato.
- Norah Cohen, interpretata da Chelsea Clark, doppiata da Sara Labidi.
Un'amica di Max, Ginny e Abby e parte del gruppo MANG, è fidanzata con Jordan.
- Sophie Sanchez, interpretata da Humberly González.
Ex fidanzata di Max.
- Padma Atlurie, interpretata da Rebecca Ablack. 
Vecchio interesse amoroso di Marcus e membro dei 3SB. Successivamente comincia a lavorare al “Blue Farm Cafe” assieme a Ginny, con la quale diverrà poi amica.
- Jordan, interpretato da Colton Gobbo. 
Il fidanzato di Norah e amico delle MANG.
- Matt Press, interpretato da Damian Romeo. 
Un amico delle MANG. Ha uno strano rapporto con Abby con cui più volte ha avuto rapporti sessuali ma che tratta male e spesso le rivolge insulti sul suo peso.
- Brodie, interpretato da Tyssen Smith. 
 Un amico delle MANG e membro dei 3SB.
- Zion Miller, interpretato da Nathan Mitchell (da adulto) e da Kyle Bary (da adolescente), doppiato da Francesco De Francesco. 
Padre abbastanza assente di Ginny, con cui nonostante ciò ha un bellissimo rapporto. Si renderà poi conto dei suoi errori e comprerà un appartamento a Boston per stare vicino a sua figlia. È un fotografo di professione e per questo viaggia molto.
- Clint Baker, interpretato da Chris Kenopic. Marito di Ellen e padre di Max e Marcus. È sordomuto e comunica con la lingua dei segni.
- Sig. Gitten, interpretato da Jonathan Potts.
Insegnante di inglese di Ginny. Odiato da tutti perché non si relazione bene con i suoi studenti e, in particolare, ha un pessimo rapporto con Ginny che lo considera un razzista.
- Cynthia Fuller, interpretata da Sabrina Grdevich.
Madre di Zach, agente immobiliare e candidata a sindaco di Wellsbury. Crede che suo figlio sia un bravissimo bambino difendendolo sempre, ma in realtà è il bulletto della sua classe. È la nemesi di Georgia poiché la batte sempre in qualsiasi cosa, ma hanno un rapporto amicizia-odio. In seguito i loro figli diventeranno amici. Suo marito successivamente si ammalerà e troverà conforto in Joe.
- Beverly "Bev" Cohen, interpretata da Alisen Down. 
Madre di Norah e amica di Cynthia.
- Gabriel Cordova, interpretato da Alex Mallari Jr, doppiato da Daniele Raffaeli. 
Un investigatore privato assunto dall'ex moglie del marito di Georgia per indagare sulla sua morte. Si finge un uomo di nome Jesse che intraprende una relazione con il collega e amico di Georgia, Nick, per poterla spiare al meglio.
- Bracia Charles, interpretata da Tameka Griffiths. Compagna di scuola di Ginny con cui all’inizio non c’è un grande rapporto ma poi le due diverranno molto amiche. È brava in qualsiasi cosa faccia tra cui canto, recitazione, sport e studio.
- Samantha, interpretata da Romi Shraiter.  Amica delle MANG con cui però non c’è un buon rapporto, infatti è spesso esclusa per i suoi comportamenti fastidiosi.
- Nick Throop, interpretato da Dan Beirne.  Segretario e collaboratore nell’ufficio del sindaco assieme a Georgia, con cui all’inizio c’è un rapporto tra odio e invidia ma poi i due diverranno amici. Inizia una relazione col detective Cordova che in realtà si finge un uomo gentile di nome Jesse solo per spiare al meglio Georgia.
- Zach Fuller, interpretato da Connor Laidman. Il figlio di Cynthia, un bulletto che all’inizio prende in giro Austin per poi diventare suo amico.
- Lynette Miller, interpretata da Karen LeBlanc. Madre di Zion e nonna di Ginny che si prende cura di Georgia per un periodo durante la sua gravidanza. Successivamente rimarrà infuriata con Georgia per essere scappata con Ginny durante la notte e per non averle lasciato la custodia della nipote.
- Riley, interpretata da Devyn Nekoda.  Attrice protagonista assieme a Max nello spettacolo teatrale della scuola e suo primo interesse amoroso, con cui però non si metterà insieme poiché eterosessuale.
- Gil Timmins, interpretato da Aaron Ashmore. Padre di Austin uscito di prigione da poco e tornato per stare col figlio. È un uomo dall'apparenza affascinante e gentile ma in realtà è violento e ha picchiato più volte Georgia. Fu fatto accusare in passato da essa di frode e proprio per questo tra i due c’è un rapporto ostile.
- Silver, interpretata da Katelyn Wells.  Amica di Marcus e compagna di scuola delle MANG. È la costumista per gli spettacoli teatrali della scuola e, dopo Riley e Sophie, il terzo interesse amoroso di Max.
- Simone, interpretata da Vinessa Antoine.  Fidanzata di Zion. È un avvocato.
- Bryon Bennet, interpretato da Agape Mngomezulu. Fidanzato di Bracia.
- Dr. Lily, interpretata da Zarrin Darnell-Martin.  È la terapista di Ginny che cerca di aiutarla a risolvere i suoi problemi, specialmente nei confronti della madre.
- Wolfe, interpretato da Ty Doran. Studente del corso di poesia e interesse amoroso di Ginny.
- Josh Finn, interpretato da Tony Nappo. Avvocato assunto da Paul per Georgia.
- Sig. Kay, interpretato da Mark Rendall. Insegnante di poesia di Ginny e Wolfe.
- Tris, interpretato da Noah Lamanna. Studente non binario amico di Marcus e Silver. È il tutor e l’interesse amoroso di Abby.

## Produzione

### Sviluppo
Il 14 agosto 2019 è stato annunciato che Netflix aveva ordinato una serie con una prima stagione composta da dieci episodi; lo stesso giorno è stato reso noto che la serie era stata ideata da Sarah Lampert, e che i primi episodi sarebbero stati diretti da Adams. Il 19 aprile 2021 la serie viene rinnovata per una seconda stagione, composta da altri 10 episodi.
Il 17 maggio 2023 sono state annunciate due nuove stagioni della serie.

### Cast
Oltre all'annuncio iniziale della serie, è stato comunicato che Brianne Howey, Antonia Gentry, Diesel La Torraca, Jennifer Robertson, Felix Mallard, Sara Waisglass, Scott Porter e Raymond Ablack erano stati scelti come personaggi principali della serie. Il 20 gennaio 2021, è stato annunciato che Mason Temple si era unito al cast. Il 28 gennaio 2022 è stato reso noto che Aaron Ashmore era entrato a far parte del cast della seconda stagione.

### Riprese
Le riprese principali della prima stagione si sono svolte a Toronto e a Cobourg, in Canada, dal 14 agosto al 10 dicembre 2019; mentre quelle della seconda stagione sono iniziate il 29 novembre 2021 e si sono concluse il 22 aprile dell'anno successivo.

## Promozione
Il trailer è stato pubblicato online il 26 gennaio 2021.

## Distribuzione
La prima stagione della serie è uscita sulla piattaforma di streaming Netflix il 24 febbraio 2021. La seconda stagione è stata pubblicata il 5 gennaio 2023. La terza stagione è stata pubblicata il 5 giugno 2025.

## Accoglienza

### Critica
Sull'aggregatore di recensioni Rotten Tomatoes la prima stagione ottiene il 68% delle recensioni professionali positive, con un voto medio di 6,2 su 10 basato su 31 critiche, mentre su Metacritic ha un punteggio di 63 su 100 basato su 14 recensioni.
Alan Sepinwall di Rolling Stone ha assegnato alla serie 3 stelle su 5, paragonandola alla serie Una mamma per amica, e affermando: «Ci sono però alcuni punti in cui Ginny & Georgia ha un chiaro vantaggio rispetto al suo predecessore: [Ginny] capisce che non è particolarmente salutare avere una mamma che vuole essere la tua migliore amica, ma allo stesso tempo è riluttante all'idea di crescere completamente da sola.» Kristen Baldwin di Entertainment Weekly ha dato alla serie una B-, mentre Sofia Biagini di Movieplayer.it scrive che «nonostante le buone intenzioni, le tematiche trattate nella serie sono eccessive e spesso vengono oscurate dalle vicende quotidiane della vita di Ginny.»

### Ascolti
La prima stagione è stata vista da 52000000 di persone nelle prime quattro settimane.

## Controversie

### Accuse di razzismo
La serie è stata accusata di essere razzista per la presenza di un dialogo tra due protagoniste in cui Ginny rimprovera un amico di essere "più vicino a essere bianco rispetto a lei", e l'amico sostiene che assieme i due potrebbero "fare una persona bianca". Successivamente, Ginny accusa Hunter di non essere asiatico a causa della sua mancanza di conoscenze della lingua cinese e della sua passione per i cheeseburger, e lui si scusa per non essere sufficientemente cinese per lei. Successivamente, accusa Ginny di non essere nera perché non sa twerkare. Il dialogo in oggetto è stato criticato per l'abbondante dose di stereotipi razziali.

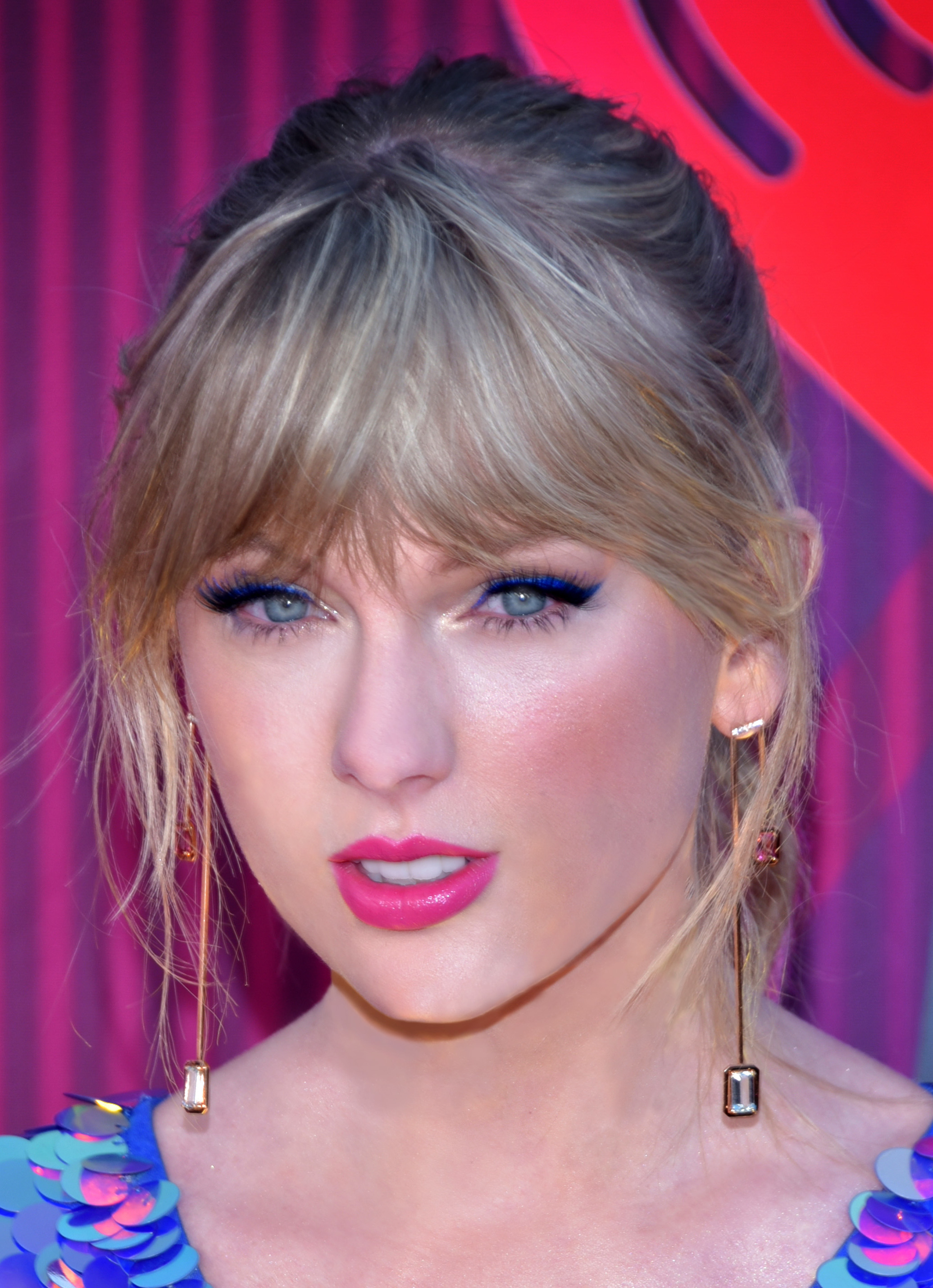
La cantante Taylor Swift ha criticato pesantemente la serie, a causa del suo umorismo sessista.

### Accuse di sessimo
La serie è stata pesantemente criticata e accusata di sessismo per aver incluso una serie di insulti e commenti negativi su varie celebrità, tra cui Taylor Swift, Lady Gaga, Lana Del Rey e Vanessa Hudgens. La stessa Taylor Swift ha espresso il suo disappunto per l'umorismo sessista adottato nello show.
(Taylor Swift)